# Lärkträdssläktet
Lärkträdssläktet (Larix) är ett släkte som beskrevs av Philip Miller 1754 som ingår i familjen tallväxter. Lärkar växer i kyligare klimat på norra halvklotet, antingen långt mot norr eller högt uppe i berg. De är till exempel vanliga på den sibiriska taigan och i Kanada där lärkar ofta är dominerande träd. De förekommer också i Centraleuropas bergsområden samt i Alperna.
Lärkträdssläktets arter blir mellan 15 och 50 meter höga. Till skillnad från de flesta barrträd fäller lärkarna sina barr varje vinter, precis som hos lövträd ändrar de mjuka barren färg – de gulnar – innan de faller av.
Kottarna är små hos arter som hittas i norra delen av utbredningsområdet och större i sydliga trakter som Himalaya. De har när de pollineras en grön till violett färg och de blir bruna när exemplarens frön mognar efter 5 till 8 månader.
Kärnveden är ovanligt stor och har god motståndskraft mot rötsvampar. Därför är lärk ett eftersökt konstruktionsvirke. Dock sägs det att det bara är vissa arter t.ex. sibirisk lärk som ger gott rötskydd.

## Arter
Det finns 10–14 arter; de som är markerade med '*' i listan nedan är inte generellt accepterade som egna arter.
Palearktis
- Lärk (L. decidua)
- Dahurlärk eller Dahurisk lärk (L. gmelinii)
- Larix griffithii
- Larix himalaica*
- Japansk lärk (L. kaempferi)
- Larix kongboensis*
- Larix mastersiana
- Larix potaninii
- Larix principis-rupprechtii*
- Sibirisk lärk (L. sibirica)
- Rysk lärk (L. sukaczewii)* ("sibirisk lärk delas ibland i sibirisk och rysk") [6]
- Larix speciosa*

Nearktis
- Berglärk (L. lyallii)
- Kanadalärk (L. laricina)
- Kaskadlärk (L. occidentalis)

## Hybrider
- Eurokurilerlärk (L. ×eurokurilensis)
- Hybridlärk (L. ×marschlinsii )

## Bildgalleri

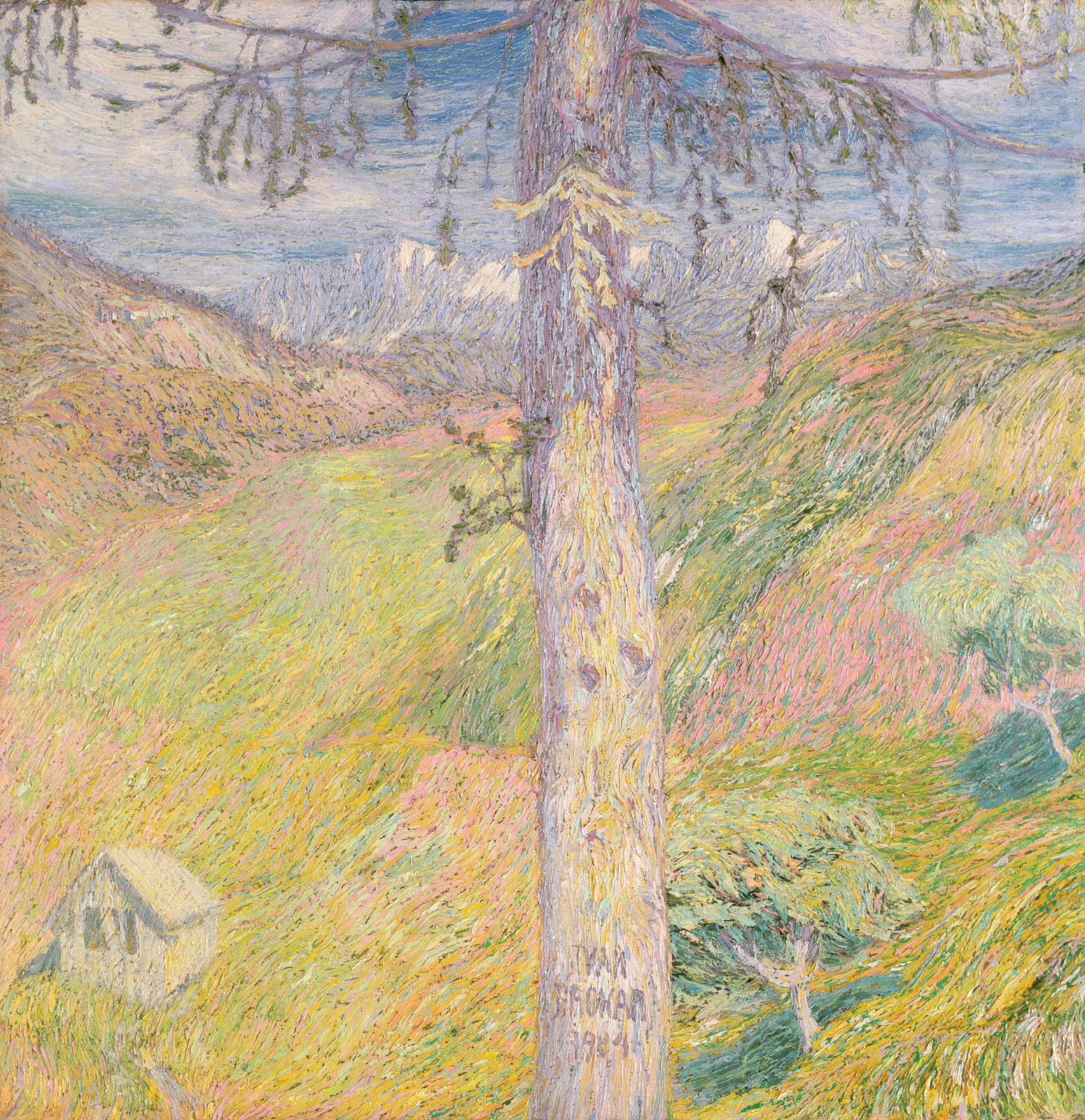
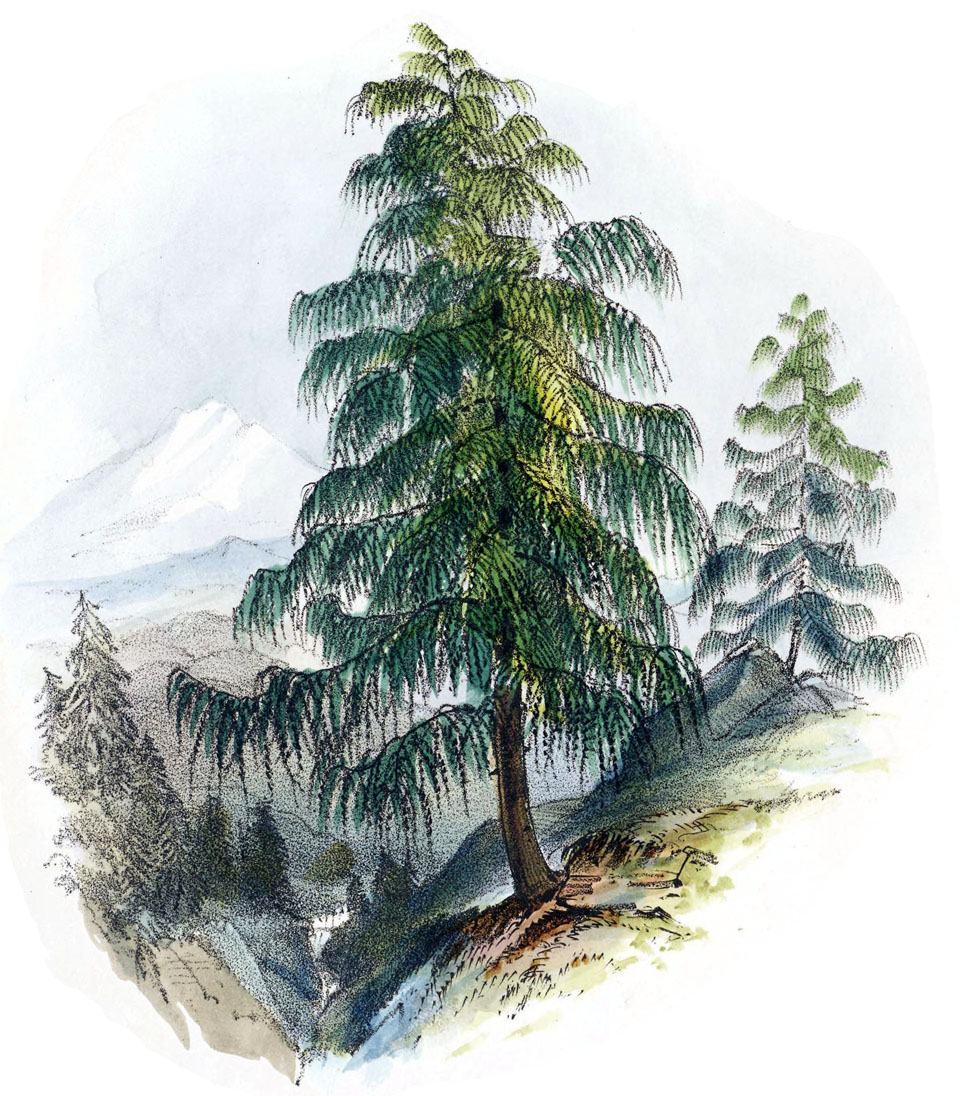
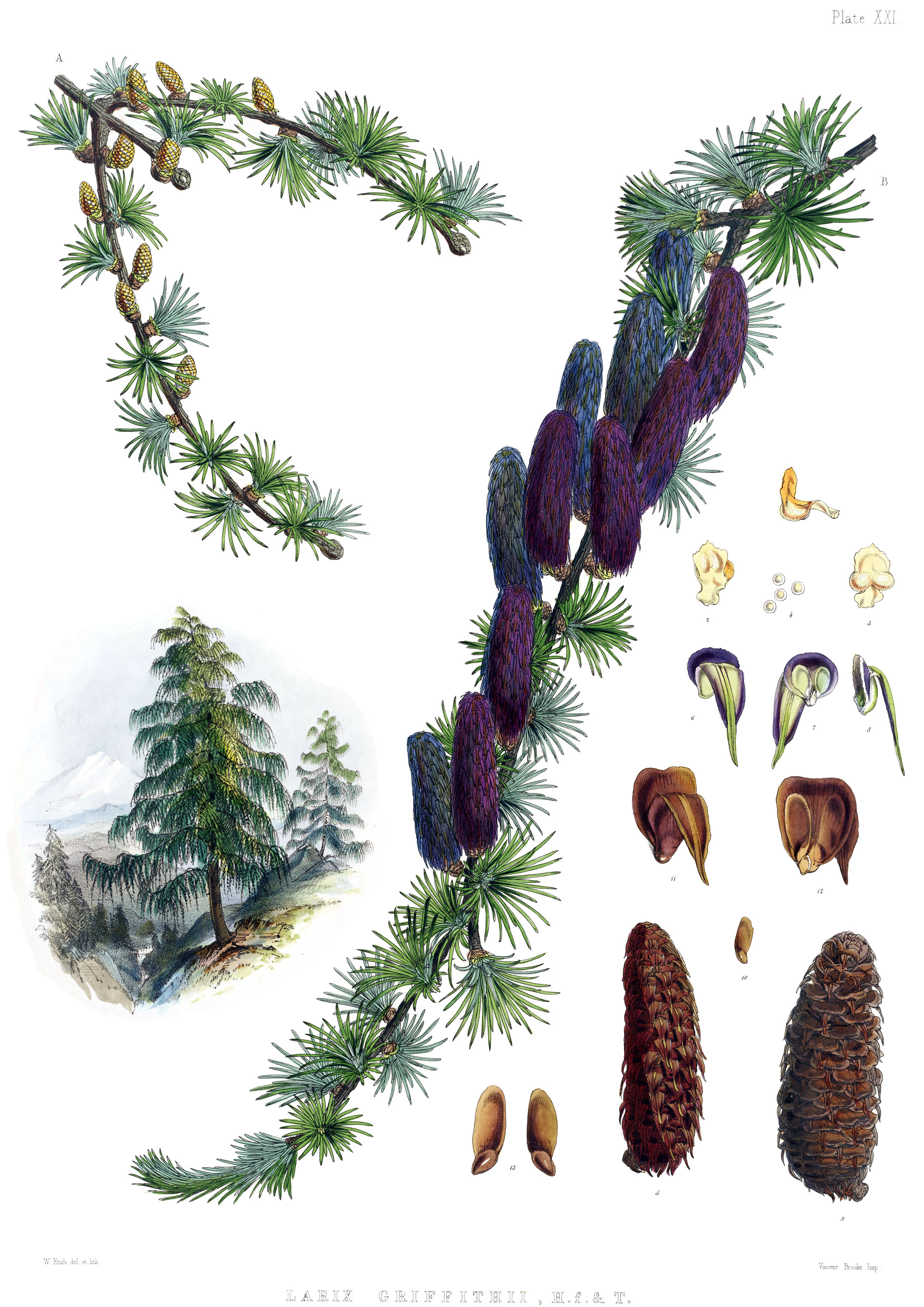
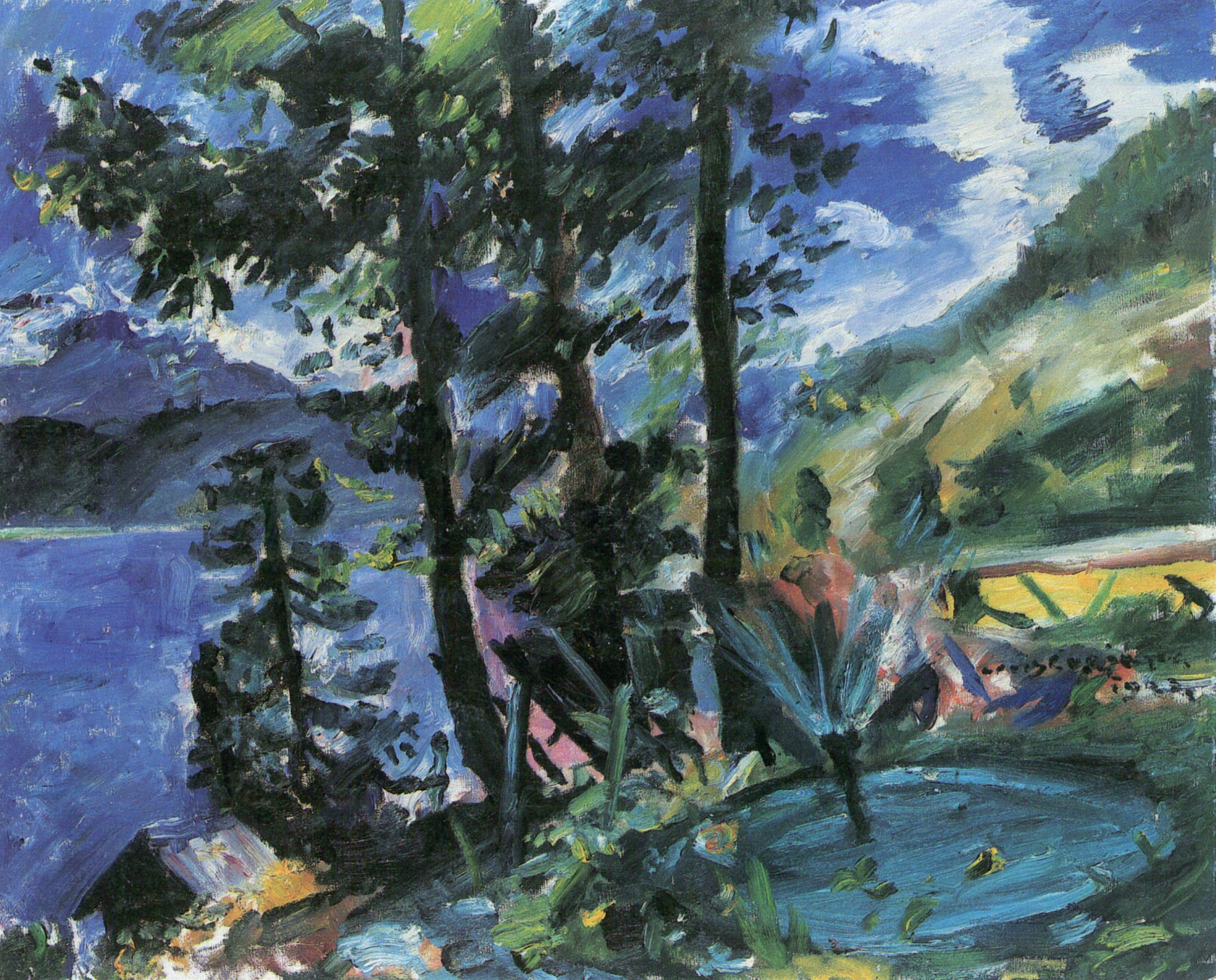
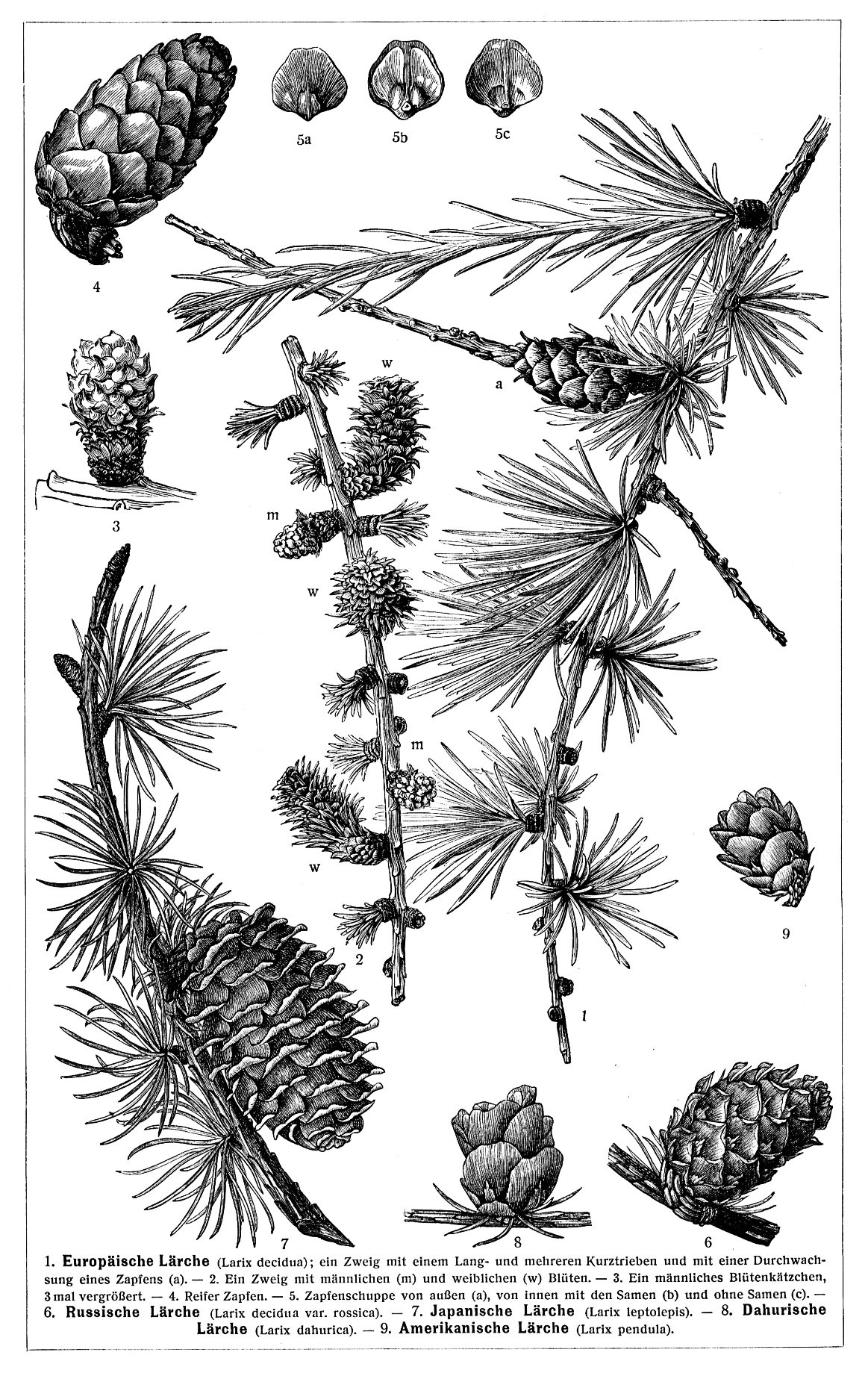